# Marc Hemmeler
Marc Hemmeler (* 16. Mai 1938 in Lyon; † 27. August 1999 in Auch (Midi-Pyrénées)) war ein schweizerischer Jazzpianist.

## Leben und Wirken
Marc Hemmeler, als Pianist Autodidakt, betrieb 1959 gemeinsam mit Jo Gagliardi eine Band. 1960 zog er nach Paris, wo er vier Jahre lang Johnny Hallyday begleitete. 1964 wurde er Hauspianist im Jazzclub Blue Note, wo er ein Trio mit Jimmy Gourley und Kenny Clarke bildete, um Solisten wie Stan Getz, Harry Edison, Eddie Lockjaw Davis oder René Thomas zu begleiten. Später arbeitete er im Bilboquet. Ab 1969 gehörte er für mehr als ein Jahrzehnt zu den Begleitern von Stéphane Grappelli, mit dem er auf Tourneen ging und mehrere Alben (Afternoon in Paris) einspielte. 1973 trat er mit Bill Coleman und Guy Lafitte beim Montreux Jazz Festival auf (Mainstream at Montreux). 
Die Kritik lobte vor allem seine Trio- und Duoalben, die in den 1980er Jahren entstanden. Weiterhin war er an Aufnahmen von Gérard Badini, Babik Reinhardt, Benny Waters und Marcel Zanini beteiligt. Anfang der 1990er Jahre zog er sich aus der Jazzszene zurück.

## Diskographie (Auswahl)
- Walking in L.A. (1980, mit Ray Brown und Shelly Manne)
- Feelings (1982, mit Peter Frei und Alvin Queen)
- For Betty (1982, mit Ray Brown)
- Anniversary in Paris (1986, mit Reggie Johnson, Alvin Queen und auf einem Titel Herb Ellis)